# محمدجواد فدایی
محمّدجواد فدائی (زادۀ شانزدهم تیرماه ۱۳۳۷ در کرمان)، سیاست‌مدار ایرانی، استاندار اسبق کرمان در دولت دوازدهم و استاد دانشگاه شهید باهنر کرمان در دانشکدۀ فنّی و مهندسی، گروه آموزشی مهندسی عمران، است.

## تحصیلات
محمّدجواد فدائی دانش‌آموختۀ رشتۀ مهندسی عمران دانشکدۀ فنی دانشگاه تهران در مقطع کارشناسی ارشد است. وی در سال 1992 م. موفّق به اخذ درجۀ دکتری از دانشگاه واترلو کانادا شد.

## سوابق اجرایی
محمّدجواد فدائی مسئولیّت معاونت برنامه‌ریزی و هماهنگی امور اجرایی استانداری کرمان، معاونت عمرانی استانداری کرمان (در سه دوره)، ریاست سازمان مدیریت و برنامه‌ریزی استان کرمان، ریاست ستاد حوادث غیرمترقبه استان کرمان، ریاست دانشگاه شهید باهنر کرمان، معاون هماهنگی امور اقتصادی استانداری کرمان، سرپرستیِ استانداری کرمان و نمایندگی عالی دولت ایران در کسوت استاندار کرمان را تجربه کرده‌است.